# Chmielewo (województwo kujawsko-pomorskie)
Chmielewo – mała osada w Polsce położona w województwie kujawsko-pomorskim, w powiecie bydgoskim, w gminie Sicienko.
W latach 1975–1998 miejscowość administracyjnie należała do województwa bydgoskiego.